# Fluginformationsgebiet
Ein Fluginformationsgebiet (englisch Flight Information Region, FIR) ist ein definierter Luftraum, in dem zumindest Fluginformations- und Flugalarmdienst angeboten werden. Jeder Teil der Atmosphäre ist genau einer FIR zugeordnet. Sie ist in der Regel deckungsgleich mit dem Staatsgebiet des jeweiligen Landes, kann aber auch (durch Zuweisung durch die Internationale Zivilluftfahrt-Organisation ICAO) internationale Gewässer umfassen. Ebenso kann der Luftraum über einem Staatsgebiet in mehrere FIRs geteilt sein.
In der Regel ist jeder FIR zumindest eine Bezirkskontrollstelle (engl. Area Control Centre, ACC) zugeordnet. Ihre Fluglotsen führen die Verkehrskontrolle und Information der Piloten durch und weisen ihnen geeignete Routen und Höhen für den Reiseflug sowie An- und Abflüge zu. Die „Übergabe“ der Flugzeuge an die nächste FIR ist durch eindeutige Verfahren geregelt.
Der angebotene Fluginformationsdienst (engl. Flight Information Service, FIS) steht im kontrollierten wie unkontrollierten Luftraum für Flüge nach Sichtflug- (engl. Visual Flight Rules, VFR) wie für Flüge nach Instrumentenflug-Regeln (Instrument Flight Rules, IFR) zur Verfügung.

## Fluginformationsgebiete

### Deutschland
Deutschland ist seit 2006 in drei untere Fluginformationsgebiete (engl. Flight Information Region, FIR) generell bis Flugfläche 245 und zwei obere Fluginformationsgebiete (engl. Upper Flight Information Region, UIR) generell oberhalb Flugfläche 245 unterteilt:
Untere Fluginformationsgebiete
- FIR Langen (EDGG)
- FIR Bremen (EDWW)
- FIR München (EDMM)

Obere Fluginformationsgebiete
- UIR Rhein (EDUU)
- UIR Hannover (EDVV)

Bis 2006 gab es zusätzlich noch die FIR Düsseldorf und die FIR Berlin sowie die UIR Berlin, wobei Berlin jeweils ganz Ostdeutschland abdeckte.
Der Bodanrück, Singen, Engen und der Hochrhein (Raum Waldshut-Tiengen) dagegen gehören zur FIR Switzerland (LSAS) (Stand: 2025).

### Schweiz und Österreich
Die Schweiz gehört vollständig zur FIR Switzerland (LSAS), Österreich vollständig zur FIR Wien (LOVV).

### Weitere Länder Europas
Die meisten Länder Europas haben nur eine einzige FIR, die mit der UIR übereinstimmt, beispielsweise die Niederlande (Amsterdam FIR, EHAA), Dänemark (Kopenhavn FIR, EKDK), Schweden (Sweden FIR, ESAA), Polen (Warszawa FIR, EPWW), Tschechien (FIR Praha, LKAA) oder Ungarn (Budapest FIR, LHCC).
Besonderheiten gibt es in einigen Fällen, so ist das norwegische Fluginformationsgebiet (Polaris FIR, ENOR) weder nach dem Staat noch nach einer Metropole benannt. Belgien und Luxemburg teilen sich zwei Fluginformationsgebiete, nämlich das untere (Brussels FIR, EBBU) und das obere (Brussels UIR, EBUR). Die FIR/UIR Malta (LMMM) deckt ein weites Gebiet nördlich der Libyschen Küste ab und erstreckt sich bis südlich von Griechenland.
Frankreich ist in die fünf (unteren) FIRs Brest, Paris, Reims, Bordeaux und Marseilles aufgeteilt, der obere Luftraum hingegen in eine nationale UIR (France UIR, LFFF). Der Luftraum Italiens wird in die FIRs Milano, Roma und Brindisi geteilt (LIMM, LIRR, LIBB), die jeweils auch eine entsprechende UIR umfassen. Das Vereinigte Königreich ist entsprechend in Scottish und London (EGPX, EGTT) unterteilt. Spanien unterteilt sich in Madrid, Barcelona und Canarias (LECM, LECB, GCCC), wobei letztere Zone auch die Westsahara umfasst.